# Pierre Marceau (catch)
Pour les articles homonymes, voir Pierre Marceau et Marceau.
Pierre Marceau (né le 11 juillet 1983 à Bordeaux) est un catcheur (lutteur professionnel) français. 

## Carrière

### Circuit Indépendant (2006-2013)
Il commence sa carrière de catcheur en Irlande le 28 janvier 2006 à l'Irish Whip Wrestling (IWW) où il fait équipe avec Gonzo de Mondo et perd un match face à Mad Man Manson & Ray Rooney. Le 23 avril, il affronte Sheamus O'Shaunessy pour le championnat international poids-lourds mais il perd ce match, ils s'affrontent à nouveau à trois reprises le 26 avril, le 6 mai et le 21 mai où O'Shaunessy conserve à chaque fois son titre,,,. 

### World Wrestling Entertainment (2013-2016)

#### NXT Wrestling (2013-2016)
Fin septembre 2013, Marceau signe un contrat avec la World Wrestling Entertainment (WWE). Le 18 décembre, il apparaît aux abords du ring en tant que bûcheron dans un Lumberjack match entre Bo Dallas et Adrian Neville pour le NXT Championship. 
Le 12 février 2014, il perd avec Jason Jordan contre Erick Rowan et Luke Harper. Le 8 mai, il commence à faire équipe avec Sylvester Lefort avec qui il perd face à Kalisto et El Local, plus tard il participe à une bataille royale pour désigner le challenger pour le championnat de la NXT où Kalisto l'élimine. Le 25 juin, la WWE annonce que Louis souffre d'une blessure à la jambe. Il réapparaît à la télévision le 4 septembre où il perd face à Sami Zayn. La semaine suivante au cours de NXT Takeover: Fatal 4 Way, il accompagne Lefort dans son Hair vs. Hair match face à Enzo Amore, ce dernier sort vainqueur de ce combat et attaque Louis avec Colin Cassady avant de lui plonger la tête dans un seau de mousse à raser.

### Total Nonstop Action Wrestling (2016)
Le 23 mars, il signe un contrat avec la Total Nonstop Action Wrestling où il évolue sous le nom de Baron Dax. 

#### The Tribunal et Départ (2016)
Lors du Impact Wrestling du 24 mai 2016, Basile Baraka (La Ruffa) et Baron Dax (Louis) viennent en aide à Al Snow dans son match contre Grado. Lors du show du 31 mai , ils se présentent comme une nouvelle équipe : Le Tribunal. Après un court speech, Grado et Mahabali Shera arrivent sur le ring pour se confronter aux deux Français. Une bagarre éclate entre les 4 hommes, et Al Snow muni d'une chaise attaque par derrière Shera et Grado, ce qui donne l'avantage aux 2 Français qui passent à tabac leurs opposants. La semaine suivante, le Tribunal fait équipe avec Abyss, Crazzy Steve et Eli Drake face à Bram, les Bromans, Grado et Mahabali Shera dans un 10 man tag team match, qu'ils remportent. Lors de Slammiversary (2016), lui et Basile Baraka battent Grado et Mahabali Shera. Lors de Impact Wrestling du 14 juin, ils perdent contre The Decay (Abyss et Crazzy Steve) dans un Four Corners Match qui comprenaient également Mahabali Shera et The BroMans (Jessie Godderz et Robbie E) et ne remportent pas les TNA World Tag Team Championship.
Lors de l'Impact Wrestling du 6 octobre, il perd contre Aron Rex et ne remporte pas le Impact Grand Championship. Lors de l'Impact Wrestling du 20 octobre, lui et Basile Baraka perdent contre The Hardys (Brother Nero et "Broken" Matt Hardy) et ne remportent pas les TNA World Tag Team Championship.

Le 10 décembre, la TNA annonce son départ.

## Récompenses des magazines
- Pro Wrestling Illustrated

| Année | 2016 |
| ----- | ---- |
| Rang  | 194  |